# Pusztafalu, Borsod-Abaúj-Zemplén
Pusztafalu este un sat în districtul Sátoraljaújhely, județul Borsod-Abaúj-Zemplén, Ungaria, având o populație de 218 locuitori (2011). 

## Demografie
Componența etnică a satului Pusztafalu
     Maghiari (100%)
Componența confesională a satului Pusztafalu
     Reformați (72,48%)
     Romano-catolici (8,72%)
     Greco-catolici (1,83%)
     Fără religie (1,38%)
     Necunoscută (15,6%)
     Alte religii (3,21%)
Conform recensământului din 2011, satul Pusztafalu avea 218 locuitori. Din punct de vedere etnic, majoritatea locuitorilor (100,0%) erau maghiari.  Din punct de vedere confesional, majoritatea locuitorilor (72,48%) erau reformați, existând și minorități de romano-catolici (8,72%), greco-catolici (1,83%) și persoane fără religie (1,38%). Pentru 15,6% din locuitori nu este cunoscută apartenența confesională.